# Cantonul Échirolles-Est
Cantonul Échirolles-Est este un canton din arondismentul Grenoble, departamentul Isère, regiunea Rhône-Alpes, Franța.

## Comune
- Bresson
- Échirolles (parțial, reședință)